# Johannes Gailkircher
Johannes Gailkircher (auch: Gailkirchner, Geylenkirchner u. ä.; * 1543 in Jülich, Herzogtum Jülich-Berg; † 14. August 1621 in München, Herzogtum Bayern) war 1573–1575 erzherzoglich österreichischer Regierungsadvokat in Innsbruck, 1575–1579 Professor für Zivilrecht an der Universität Ingolstadt, 1579–1587 Syndikus der Stadt Augsburg, als pfalzgräflich und fürstlich bayerischer Geheimer Rat seit 1588 Hofkanzler und Lehenprobst in München. Er wurde mit der Hofmark Neuhausen und der Schwaige Kemnat (beide auf dem heutigen Stadtgebiet von München-Nymphenburg) belehnt und amtierte als bayerischer Pfleger zu Menzing und 1608/09–1617 zu Traunstein.

## Herkunft
Johannes Gailkircher entstammte einer Familie, die nach ihrer ursprünglichen Herkunft aus der Stadt Geilenkirchen im Selfkant im Herzogtum Jülich benannt war. Es besteht kein Bezug zum Ort Gailenkirchen (heute Stadtteil von Schwäbisch Hall) in Württemberg, nach dem sich ein Zweig der Haller Stadtadelsfamilie Egen seit 1296 „von Gailnkirchen“ (Wappen: ein Fisch im Schrägbalken des Schilds) nannte.
Lienhard Gailkircher (* um 1545/50; † 1585) aus Jülich, wahrscheinlich ein Bruder oder Vetter Johann Gailkirchers, immatrikulierte sich im Oktober 1566 als „Leon. Gelenkirchen Aquensis (Aachener)“ in Köln, war am 11. Januar 1573 als Präzeptor der jungen Freiherrn von Wolkenstein-Rodenegg Stammbucheinträger bei Martin Buchner († vor (um) 1642) aus Eisleben in Siena (dort von März bis November 1573 als „Leonardus Gailkircher Juliacensis“ immatrikuliert). Er bezog am 3. November 1576 (unter dem Rektorat von Johannes Gailkircher) die Universität Ingolstadt. 1579 war er Stammbucheinträger bei Bernardus Paludanus in Padua, wo er sich am 23. Februar 1579 immatrikuliert hatte. Am 10. Dezember 1582, 29. März 1583 und 16. März 1584 immatrikuliert er sich als „Leonardus Gailkircher Juliacensis“ in Perugia. Er wurde dort am 24. August 1584 zum Laureatus im ius canonicus et ius civilis promoviert und am starb am 8. Februar 1585 in Lucca als Präzeptor von Christoph (1566–1615) und Jakob (IV.) Fugger (1567–1626), Söhnen von Hans Fugger von der Lilie zu Kirchheim und Glött, an einem heftigen hämorrhagischen Fieber.

## Leben

### Studium in Ingolstadt und in Italien
„Johannes à Geylenkirchen“ immatrikulierte sich am 4. November 1566 als Student der Rechte in Ingolstadt und am 4. Oktober 1569 in Padua. 1570 war er Präzeptor der jungen Freiherren Karl (1557–1618) und Sigismund von Wolkenstein-Rodenegg (1554–1626).
Gailkircher würdigte seinen akademischen Lehrer und späteren Kollegen, den Juristen Bartholomeo Romoli († 1588) aus Florenz, der von 1548 bis 1577 in Ingolstadt Pandekten und Institutionen lehrte, indem er 1568/69 zu einigen von dessen Publikationen als sein „Schüler“ (discipulus) Gedichte beisteuerte. Zusammen mit dem Friesen Thomas Stanger veröffentlichte er einen Band mit Gedichten zur Hochzeit von Jakob III. Fugger von der Lilie zu Weissenhorn und Kirchberg und Anna Ilsung von Tratzberg (1549–1601), die am 27. November 1570 in Augsburg stattfand.
Am 13. April 1573 immatrikulierte sich „Johannes Gailkircher Juliacensis“ zusammen mit Ludovicus Pronner aus München in Siena, wo er am 26. Januar 1573 zum Dr. iur. utr. promoviert (laureatus) worden war.
Johannes Gailkircher, Präzeptor der Freiherren zu Wolkenstein, fungierte 1573 als Rechnungsführer der deutschen Nation in Siena. Er und Georg Kirchberger mussten sich als Curatores um die Begräbnisse verstorbener Deutscher und die Unterhaltung der 1570 entstandenen Kapelle der Verstorbenen der deutschen Nation (zweite Kapelle der rechten Seite des Querschiffes) in der Basilica di San Domenico kümmern.

### Regierungsadvokat in Innsbruck
1573–1575 war Gailkircher Regierungsadvokat bei dem Erzherzog und römisch-deutschen König Maximilian II. von Österreich in Innsbruck in Tirol.

### Professor in Ingolstadt
Herzog Albrecht V. von Bayern berief ihn im Oktober 1575 als Professor der Institutionen und des bayerischen Landrechts nach Ingolstadt. Im Sommersemester 1576 amtierte er als Rektor, im Wintersemester 1576/77 als Prorektor der Universität.
Zu Gailkirchers Schülern in Ingolstadt, bei deren akademischen Disputationen er als Vorsitzender (Praeses) agierte, gehörten 1576
Aegidius (Gilles) de Rosmadec aus Aremorica (Château de Rosmadec in Telgruc-sur-Mer) in Frankreich,
Daniel Cromer aus der Lausitz,
Ludwig Pronner aus München (der sich am 26. Januar 1573 zusammen mit Gailkircher in Siena eingeschrieben hatte),
1577 Balthasar Assenheimer (1577–1620) aus Ried bei Augsburg,
Johannes Staphilus (* 1556) aus Breslau (später Ingolstadt),
Johannes Starzius († 1580) aus München,
Johann Congnot († nach 1612) aus Augsburg,
und 1578 Veit Schober († 1620) von Tachenstein aus Ingolstadt
sowie Robin Heister aus Roermond.

### Syndikus der Stadt Augsburg
1579–1587 war Gailkircher – wohl abgeworben durch (Hans oder Octavianus Secundus) Fugger – „öffentlich besoldeter Syndikus“ (publico salario … advocatus) der Stadt Augsburg. In einer Auseinandersetzung der Stadt Augsburg mit dem Reichserbmarschall Conrad von Pappenheim über die Frage, welche Kompetenzen der Reichserbmarschall in der Stadt eines Reichstags habe, ordnete der Stadtrat Johann Gailkircher 1582 als Gesandten an den kaiserlichen Hof ab, den er am 13. Juni auf dessen Anreise zum Augsburger Reichstag in Linz antraf, wo er Sekretär Reichshofrat Andreas Erstenberger (1535–1592) und den Geheimen Räten Johann III. von Trautson und Adam von Dietrichstein die Einzelklagen gegen Pappenheim vortrug.

### Geheimer Rat in München
1587 wurde er Mitglied des bayerischen Hofrates (Behörde für die Justiz) auf der Gelehrtenbank und des Geheimen Kanzleirates (Oberste Staatsbehörde). Seit 1588 war Johannes Gailkircher Hofkanzler der Herzöge Wilhelms V. und Maximilian I. von Bayern, er amtierte bis 1606 als Hofkanzler und Lehenpropst. Von Herzog Maximilian I. wurde er mit zahlreichen Gesandtschaften und Kommissionen betraut. Die Funktion des „Hofkanzlers“ ist zu unterscheiden vom Obersten Kanzler bzw. Hofratskanzler (Joachim von Donnersberg) und vom Landschaftskanzler (Hans Georg Herwart von Hohenburg; 1553–1622). Der Herzog übertrug den promovierten Räten Johann Gailkircher und Wilhelm Jocher im Vertrauen auf ihre staatsrechtlichen Kenntnisse das Referat über die auswärtigen Angelegenheiten. Am 7. Oktoberjul. / 17. Oktober 1590greg. nahm Gailkircher in Nürnberg für den Schwäbischen Kreis am Münzapprobationstag der drei süddeutschen Reichskreise teil. Gailkircher vertat Bayern auch bei den Reichstagen 1594, 1597/98, beim Reichsdeputationstag 1599 in Speyer und beim Reichstag 1608 in Regensburg sowie auf Bundestagen des Landsberger Schirmvereins. Am 18. März 1598 unterzeichneten Gailkircher und die Hofräte Heinrich (II.) von Haslang († 1607) und Dr. Matthias Büttelmaier für das Herzogtum Bayern den Regensburger Vertrag mit dem Herzogtum Pfalz-Neuburg.
Bei dem Konflikten am kurpfälzischen Hof in Düsseldorf um Jakobe von Baden-Baden, einer Tochter der Mechthild von Bayern, spielte auch der bayerische „hoifkantzeler Dr. Gailkircher“ eine Rolle, der mit ihrer Schwägerin und Gegnerin Sibylle von Jülich-Kleve-Berg korrespondierte.
1601 entdeckte man, dass vor allem der Lehenpropst Johann Gailkircher Adlige bei der Lehenvergabe auf Kosten des Herzogs begünstigt hatte. Maximilian I. vermutete Bestechung, und da gegen Gailkircher schon anderweitig Korruptionsverdacht bestand, berief er am 20. Februar 1602 eine Untersuchungskommission ein. Die Hofratsvisitation von 1605/06 führte zu seiner Entlassung aus der Würde eines Hofkanzlers und Lehenprobstes. Dem ehrgeizigen Dr. Johann Sigmund Wagnereck (* um 1568; † 1617) zu Gerstorf aus Neuötting gelang es, Gailkirchner auszuschalten und selbst am 25. Oktober 1606 dessen Stelle als Hofkanzler einzunehmen. Obwohl Gailkircher 1606 wegen Korruption unehrenhaft entlassen wurde, blieb er jedoch bis zu seinem Tod Mitglied des Hofrates und des Geheimen Rats.
Cornelius von Rinteln († zwischen 1623 und 1649) aus Düsseldorf widmete 1604 dem bayerischen Hofkanzler Johannes Gailkicher, dem jülich-bergischen Vizekanzler Bernhard zum Putz (Pütz) († 1626/28) und dem Rat Petrus Simonius genannt Ritz (1562–1622) einen Sammelband seiner zivilrechtlichen Abhandlungen. 1606/07 ließ der württembergische Hof bei dem Augsburger Goldschmied Georg Bantzer ein Geschenk (Schmuck aus Edelmetall) für den bayerischen Rat und Hofkanzler Dr. Johann Geilkircher anfertigen. Während seiner Dienstzeit am bayerischen Hof hatte Gailkircher ein Guthaben in Augsburg liegen und erhielt von der Stadt regelmäßig Verehrungen (Zuwendungen).
Herzog Maximilian I. von Bayern schickte 1611 seinen geheimen Rat D. Johann Gailkircher zu Neuhaus und Kemating, seinen Obrist-Jägermeister Lorenz Wensin († 1626), den Hofkammerrat Oswald Schuss d. Ä. († 1632) und den kurkölnischen geheimen Rat Hartger Henot wegen der Salzburger Sache zum Kurfürstentag nach Nürnberg.
1615 erhielt Gailkhircher von Maximilian I. einen Sold von 900 Gulden, 40 Gulden für einen jungen Diener, in Summa 940 Gulden.

### Hofpfalzgraf und Nobilitierung
Am 7. Oktober 1588 wurde dem pfalzgräflichen herzoglichen bayerischem Geheimen Rat, Hofkanzler und Lehenprobst Johann Gaylkircher zu Neuhausen und Kemnat, Pfleger zu Menzing, von Kaiser Rudolf II. in Prag das kleine Palatinat (Comitive) verliehen. In München erteilte Gailkircher Wappenbriefe, zum Beispiel am 30. Mai 1596 an den Hoflieferanten Brauer Caspar Schattenhofer in Beilngries, 1599 an den Schneider Michael Hettinger, am 30. März 1602 an den Gerichtsprokurator zu Neumarkt an der Rott Pongraz Leitner (Pankraz Leutner), am 2. Mai 1604 an den Prokurator Gallus Hartmann von Vilshofen oder am 2. August 1605 an den Wasserburger Lebzelter und Rat Ruprecht Surauer († nach 1629). 1611 erklärte der Hofpfalzgraf und Pfleger zu Traunstein Johann Gailkircher die Kinder des Traunsteiner Schlossers Abraham Walther und der Anna Wainer von Waging für ehelich. Am 27. November 1617 erhielt Martin Tüllinger, Hofwirth des Klosters zu „Baunburg“, einen Wappenbrief von Gailkhürcher. Am 25. November 1620 stellte Johann Gailkhürcher sowohl als Kaiserlicher wie als Päpstlicher – von Clemens VIII. eingesetzter – Hofpfalzgraf einen Wappenbrief aus für den bayerischen Hofkammercanzleiverwandten Wilhelm Kayser in München.
Am 19. November 1614 wurde Johannes Gailkircher von Kaiser Matthias in Kaiserebersdorf der rittermäßige Adelsstand verliehen und eine Wappenbesserung gewährt.

### Dorfgericht Kemnat und Hofmark Neuhausen
Am Georgentag (23. April) 1593 wurde Johannes Gailkircher mit dem Dorfgericht Kemnat (Landgericht Dachau; vgl. heute Kemnatenstraße in Neuhausen-Nymphenburg) belehnt. 1593 hatte der Hofkanzler Johannes Gailkircher von Anna, Witwe des Otto Heinrich von Weißenfeld († 1592), 4 Höfe in Oberkemnaten und den Zehnten von 3 Höfen in Niederkemnaten erworben. 1599 wurde er nach dem Tod des letzten Agnaten Wolf Josef Weissenfelder mit dem gesamten Dorfgericht Kemnat belehnt.
Am 16. November 1598 wurden Gailkircher die Sitzgerechtigkeit in Neuhausen und die vererbbare Edelmannsfreiheit (niedere Gerichtsbarkeit, Jagdrecht) verliehen. 1598 erbaute Johannes Gailkircher das Jagdschloss Neuhausen. Er war auch Inhaber der Hofmark Kleinzaitzkofen im Landgericht Ried.
Geheimrat Gailkircher war fest verwurzelt in der Volksfrömmigkeit des Katholizismus. Er war ein Verehrer des Seligen Winthir von Neuhausen, dessen Gebeine 1597 bei einer Erweiterung der Neuhauser Kirche gefunden und erhoben wurden. Am 6. Juli 1602 bezeugte der „gehaime Rat und Hof-Cantzler zu München Johann Gailkircher“ den Bericht von Caspar und Anna Seemiller aus Untermenzing über eine Wunderheilung nach Anrufung des Heiligen Benno von Meißen in der Liebfrauenkirche. Dem Kloster Andechs gewährte Hofkanzler Johann Gailkürcher von 1606 bis 1610 ein privates Darlehen, als eine Kriegssteuer nicht aufgebracht werden konnte.
1609 erwarben Dr. Johann Gailkhircher zu Neuhausen, Pfleg. zu Traunstain, und seine Gattin Renate von den Vormündern (Gerhaben) der Maria Anna, Tochter des Georg Stephan Notthafft von Wernberg zu Triebenpach und Wünkhl, die von den bayerischen Herzögen lehnsrührige Hofmark Voitshoven im Gericht Ried im Innviertel um 2000 Gulden. Den Besitz „Voittshouen“ erwähnt Gailkhircher bereits 1604.

### Pfleger in Menzing und Traunstein
Bereits 1588 und 1593 wird Gailkircher als Pfleger von Menzing bezeichnet. 1593–1595 soll allerdings auch ein Dr. Georg (wohl Falschschreibung für „Johannes“) Gailkircher Pfleger zu Menzing gewesen sein. 1599 führte Johann Geilkircher einen Prozess gegen Dr. Leonhard Kobolt wegen einer Schuldforderung.
1606 oder 1608/9–1617 war Johannes Gailkircher (als Nachfolger seines verstorbenen Sohnes Johannes Nikolaus Gailkircher) Pfleger in Traunstein.

### Mitarbeit am Codex Maximilianeus
Johannes Gailkircher war Verfasser bzw. Mitverfasser von vielen juristischen Schriften und maßgeblich an den Vorarbeiten zum Codex Maximilianeus (1616) beteiligt.

### Nachlass
Abt Honorat Kolb (1603–1670) kaufte 1640 für 300 Gulden die 584 Bände umfassende Büchersammlung des verstorbenen bayerischen Hofkanzlers Johannes Gailkirchner für die Benediktinerabtei Seeon; sie befinden sich heute im Bestand der Bayerischen Staatsbibliothek München.

## Familie
Johannes Gailkircher heiratete am 13. Februar 1577 in erster Ehe, vermutlich in Ingolstadt, Anna Reisacher (* um 1558; † 25. April 1579), Tochter des rechtsgelehrten Ingolstädter Professors der Philosophie Sebastian Reisacher (1531–1571) aus Oettingen (ab 1564 Regierungsrat in Burghausen) und seiner Frau Anna, geb. Wiser; Ihr Kind war:
1. Johann Niklas Gailkircher (≈ 3. April 1579;[86] † 1579), einziger und „erstgeborener“ Sohn der beiden,[30] starb jung.[87]

In zweiter Ehe heiratete Johann Gailkircher zwischen 1580 und 1587 Anna Maria N. († zwischen 1587 und 1595). Das Ehepaar Gailkircher erwarb am 28. Mai 1587 für 3.300 Gulden und 50 Gulden „Leikauf“ die Häuser Hackenstraße 12 und Theatinerstraße 11 in München. Kinder, vermutlich aus dieser Ehe:
1. Wilhelm Gailkircher,[89] geboren in München, seit 1609[90] Domherr des Kollegiatstifts St. Moritz in Augsburg,[91]
2. „Joannes Nicolaus Gailkircher a Keematen et Neuhaussen“ († um 1606 oder 1608[57]/09[30]) Bavarus studierte 1603–1604 in Pisa, Siena, Perugia und (1603, 1604) in Bologna. Er war – zusammen mit Johann Jakob Kurz von Senftenau, Willem Athlenius, Maximilian (1587–1629) und Jakob IV. Fugger (1588–1607)[92] – am 24. Februar 1603 in Pisa Prüfungszeuge für den Medizinstudenten Jacobus Berckhmyller aus Mindelheim, der 1595 in Ingolstadt studiert hatte,[93] und wurde Pfleger zu Traunstein.[62] In einem Kaufvertrag vom 12. Dezember 1609 wird eine „Gattin Renate“ des Dr. Johann Gailkhircher zu Neuhausen, Pflegers zu Traunstain, erwähnt.[77] Seine Söhne:
  1. Hans Simon Gailkircher († nach 1629) zu Neuhausen und Kemnat, 1621 Schüler des Jesuiten-Kollegs Augsburg, später Eintritt in den Orden,[94] 1623 Studiosus Eloquentiae in Ingolstadt und Studium in Freiburg im Breisgau, 1629 Professor der societas Jesu,
  2. Hans Ludwig Gailkircher († nach 1635) zu Neuhausen und Kemnat,[95] (1623, 1626) in Bologna[96] und (1627) in Perugia, am 23. Juni 1630 immatrikuliert in Freiburg im Breisgau,[97] Hauptmann der Katholischen Liga im Regiment des bayerischen Obersten Hans Christoph von Ruepp (1587–1652), 1635 Stammbucheinträger in Tübingen bei Johann Friedrich Ochsenbach (1606–1658), einem Sohn des Tübinger Burgvogts Nikolaus Ochsenbach,
3. Anna Riedler, geb. Gailkürcher († Januar 1647)[98] zu Neuhausen und Kemnaten, sie erbte die Häuser Hackenstraße 12 und Theatinerstraße 11,[88] ⚭ ihren (späteren) Stiefbruder Gabriel Riedler VII. († 1622) zu Johannskirchen. Deren Töchter waren:
  1. Mechthildis Ridler († nach 1652),
  2. Barbara Ridler († nach 1683),[99] ⚭ vor 1652 Johann Engelbert von Hirschau († 1659) zum Hirschbichl (Hirschberg) bei Eckhmaring (Emmering), Pfleger und Oberforstmeister zu Rez (Rötz) in der Oberpfalz. Barbara Hirschauer ließ 1665 eine – erhaltene – Gedenktafel für die „abgestorbenen Herrn von Hirschau zu Hirschberg“ in der Pfarrkirche St. Pankratius von Emmering anbringen.
4. (vielleicht) Maria Beatrix Gailkircherin († 1626) war – unter den Äbtissinnen Corona Schallerin († 1624) und Salome Dolnhoverin († 1629) – 1614 Priorissa des Klosters Geisenfeld.[100]

Um 1595 heiratete der herzogliche Kanzler Johannes Gailkircher seine dritte Frau Mechthild …elsheimer († 1600), für die er nach fünfjähriger Ehe ein liebevoll formuliertes Grabdenkmal in der dem Antonius von Padua geweihten Kirche des Franziskanerklosters in München errichten ließ. Sie scheint in der Ehe Mutter und mehrfach schwanger geworden zu sein (mater nati, foecunda duob[us]). „Quid vita? punctum temporis – Was ist das Leben? Ein Augenblick der Zeit“ schrieb der traurige Ehemann (mar[itus] moestus).
Die vierte Frau von „Johann Gailkircher zu Neuhausen und Khematen“ (⚭ nach 1601) war Barbara Lerchenfelder († 1634), wahrscheinlich eine Tochter des Rates und Kastners Kaspar II. Lerchenfelder (1536–1609) zu Ammerland und (⚭ 1554) seiner Frau Maria, geb. Weiler (1533–1626) zu Garatshausen. Barbara Riedler, geb. Lerchenfelderin, war die Witwe (⚭ Oktober 1577) von Gabriel Riedler VI. († 1600). Dessen Sohn Gabriel Riedler VII. zu Johannskirchen, Bürgermeister von München, wurde 1622 als Vetter und Vormund der Brüder Gailkircher zu Neuhausen und Kemnat und als Schwager des Michael Adolf Weiler bezeichnet. Seine Ehefrau war Anna, geb. Gailkircher.
Eine Tochter oder Schwester Johann Gailkirchers war Maria Katharina, geborne Gailkircher († vor 1637). Nach dem Aussterben der männlichen Linie der Gailkircher kamen Neuhausen und Kemnat an deren Mann Michael Adolf Weiler († nach 1662) zu Königswiesen auf Obing, 1619–1635 Kastner zu Wasserburg, ihre Töchter:
1. Maria Katharina Weillerin († nach 1645),
2. Maria Magdalena Weiler († nach 1652), ⚭ 1652 Georg Bernhardt von Leoprechting zu Panzing und Aich.

## Wappen

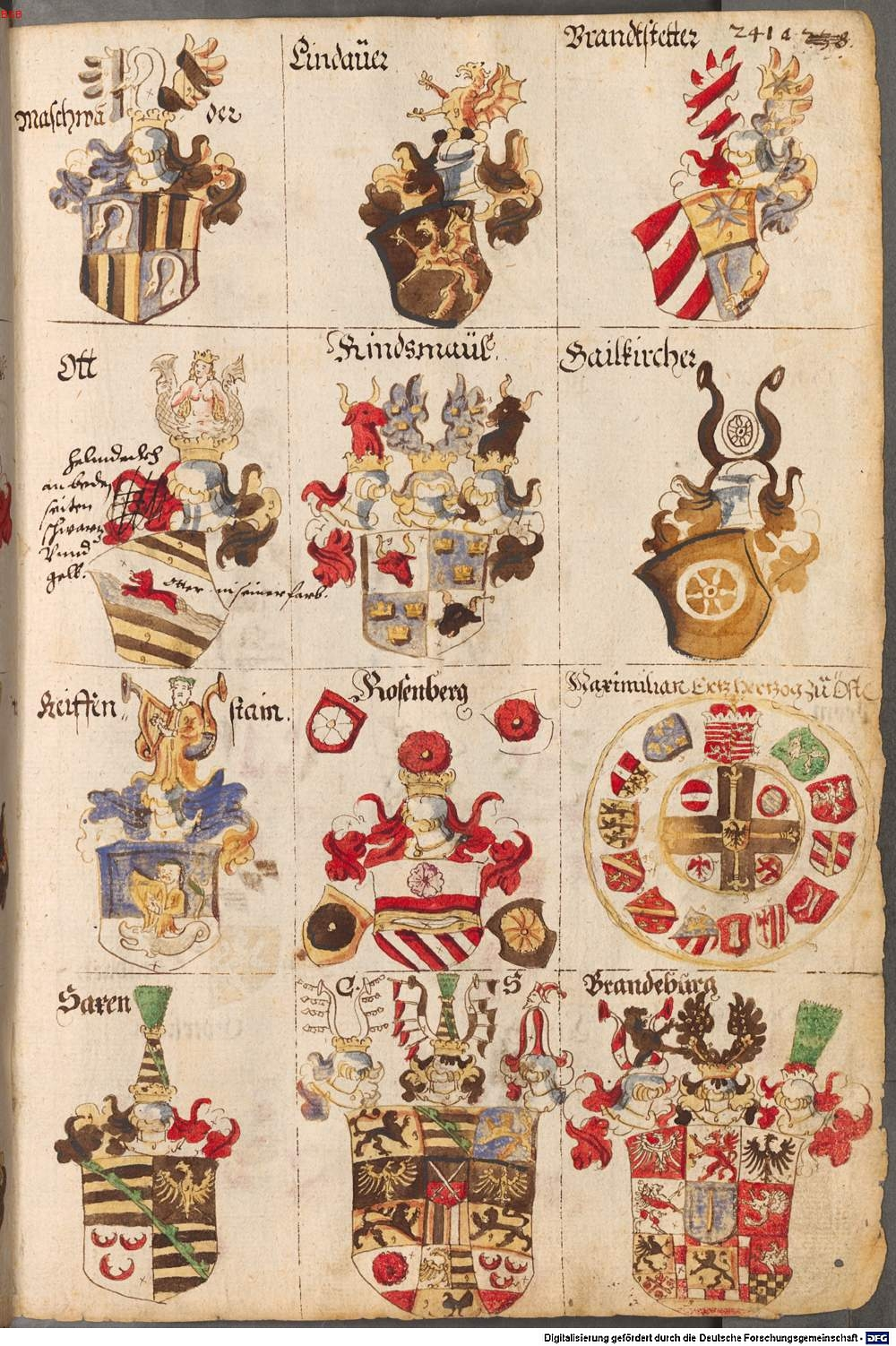
Sammlung von Wappen aus verschiedenen, besonders deutschen Ländern mit Bezug auf das Kaiserreich unter den Habsburgern, um 1600, darunter das Wappen „Gailkircher“

Blasonierung: Ein silbernes Rad mit sechs Speichen im schwarzen Schild.

## Würdigung
An Gailkircher erinnern die Gailkircherstraße und die Pflegerstraße in München-Pasing-Obermenzing.

## Zeitgenössischer Namensvetter
Ein zeitgenössischer Namensvetter Johannes (von) Gailkirchen aus Hamburg (GND=119680610; VIAF=3285739) war ebenfalls Jurist und Hochschullehrer (1599 in Jena); er war 1602 in Köln und später in Hamburg tätig und wurde geadelt.
Wegen ihrer vergleichbaren Tätigkeit werden die beiden Personen in der Literatur oft verwechselt oder fälschlich miteinander identifiziert, besonders im Blick auf ihre zahlreichen juristischen (zivilrechtlichen) Veröffentlichungen.

## Werke
- (Beiträger mit Albert Fürst,[111] Otto Reinhold,[112] Georg Sigersreit († 1593)[113]) Joannes Geilenkirchen Iuliacensi(s): Exercent uarias mortalia pectora curas … In:  Bartolommeo Romoli: MATERIA IVRIS ACCRESCENDI DIFFICIlima, & in omnibus vltimis voluntatibus vtilissima & maxima quotidiana, in L. Re coniuncti, De leg. iii. summo studio & diligentia tractata. Alexander II. Weißenhorn und Samuel Weißenhorn, Ingolstadt 1568, Bl. C2–C3 (digitale-sammlungen.de), (Google-Books).
- (Beiträger mit Philipp Menzel, Johannes Richard Ossanaeus,[114] Otto Reinhold) Joannes a Geylenkirchen Iuliacensis discipulus: Martia qui bello foeliciter arma capeßit … und Carmen numerale. In:  Bartolommeo Romoli: Summa de pactorum ac conventionum fontibus, Et data fide servanda, In rubrum. C. de pactis. Alexander II. Weißenhorn und Samuel Weißenhorn, Ingolstadt 1568Bl. B3–B4 (digitale-sammlungen.de), (Google-Books).
- (Beiträger mit Johann Agricola, Thomas Stanger und Georg Roner[115]) Johannes Geilenkirchen Juliacensi(s): Urbibus Ausonijs clarorum effusa uirorum est …[116] und Dynus, Ioannes, Andreae, Accursius[117] una / Sunt Florentina, doctorum matre virorum … In: Bartolommeo Romoli: Compendium seu tractatus morae: in obligationibus usu & praxi quotidiana frequentissimus. Alexander II. Weißenhorn und Samuel Weißenhorn, Ingolstadt 1569, Bl. E2 (digitale-sammlungen.de), (Google-Books).
- (Beiträger mit Johann Agricola, Arnold Kistenus,[118] Johannes Richard Ossanaeus, Thomas Stanger und Nicolaus Theophilus) Johannes Geilenkirchen Juliacensis: Huc uenit illustris Boiorum ductor, & heros / Inclytus Αlbertus …[119] In: Bartolommeo Romoli: COMPENDIVM SEV TRActatus, in utilißima et quotidiana materia homicidij, ad sui corporis tutelam, ex proposito, et casu perpetrati, in insigni L. ut uim, De iustit. et iur. explicata. Alexander II. Weißenhorn und Samuel Weißenhorn, Ingolstadt 1569, Bl. D3 (Google-Books).
- (Mit-Hrsg. und Beiträger) Thomas Stanger, Johannes Gailkircher Juliacensis: Epithalamivm In Nvptias Illvstris Ac Generosi Domini, Dom: Iacobi Fvggeri, Liberi Baronis In Vveissenhorn Et Kirchberg &c. et … Virginis Annae … Dom: Georgii Ilsvngi De Tratzberg &c. … Filiae. Johannes Rossius, Bologna 1570 (digitale-sammlungen.de), (Google-Books).
- Johannes Geylenkircher (Hrsg.):[120] Practicum iuris exercitium, ad consistorialis cuiusdam iudicii formam, a Collegio iurisconsultorum Academiae Ingolstadiensis hoc primum anno … institutum. PRO STUDIOSIS VTRIUSQVE IVRIS, cum Theoria praxim addiscere cupientibus. CATALOGVS ITEM MATERIARVM QVAS IVRIS VTRIVSQVE PROFESsores in eadem Academia per sequentem annum publicè docendo sunt tractaturi. NEC NON ET SERIES ORDINARIARVM IVRIS CIVILIS LECTIOnum, iuxta omnium Italicarum Vniuersitatum, & in ista quoque Ingolstadiensi Academia, dudum receptum morem. David Sartorius, Ingolstadt 1576 (Google-Books).
- Johann Gailkircher: Epithalamium in nuptias … Caroli Baronis in Wolckenstain et Rodeneg et … Johannae filiae … Marci Fuggeri,[121] liberi Baronis in Weissenhorn & Kirchberg &c.[122] David Sartorius, Ingolstadt 1576 (Google-Books).
- (Beiträger) Johannes Geilkircherus: Encomiasticon piis domini Antonii de Guevara und Admodum reverendo in Christo patri ac domino, domino Antonio. In: Antonio de Guevara; Aegidius Albertinus u. a.: Der Berg Calvariae. Darinn die siben letzte Wort, welche der Sohn Gottes geredt hat am Stammen deß Creutzes mit sam[m]t vilen Figuren der H. Schrifft erklärt. 3. Auflage Nikolaus Heinrich d. J., München 1610 (digitale-sammlungen.de); nicht enthalten in der 1. Auflage 1600 (digitale-sammlungen.de)[123]
- Joannes Geilkirchner: De Beato Winthiro mulione. In: Matthäus Rader: Bavaria Sancta, Bd. I. Raphael Sadeler, München 1615, S. 44–46 (digitale-sammlungen.de), (Google-Books).
  - (auszugsweise deutsche Übersetzung) Johann Wolfgang Melchinger: Geographisches Statistisch-Topographisches Lexikon von Baiern , Bd. II. 1796, Sp. 477 (Google-Books)
- (Mitverfasser Johann Gailkircher, Simon Wagnereck und Georg Locher) Maximilian I. von Bayern (Hrsg.): Landrecht, Policey- Gerichts- Malefitz- vnd andere Ordnungen. Der Fürstenthumben Obern vnd Nidern Bayrn. Nikolaus… Henrich, München 1616 (digitale-sammlungen.de), (Google-Books).

Vorsitzender (Präsident) von akademischen Disputationen
- Johannes Gailkircher, Aegidius (Gilles) de Rosmadec, François DuLiscoet: XVI. de pactis conclusiones quibus pleraque utilissimae illius materiae capita comprehensa videntur. David Sartorius, Ingolstadt 1576 (www.digitale-sammlungen.de), (Google-Books).
- Johannes Gailkircher, Daniel Cromer, Johann Baptist Caesar: De iure feudorum conclusiones. David Sartorius, Ingolstadt 1576 (Google-Books).
- Johannes Gailkircher, Vicus (Ludwig) Pronner: Centum has De usucapionibus et temporalibus prescriptionibus conclusiones. David Sartorius, Ingolstadt 1576 (Google-Books).
- Johannes Gailkircher, Balthasar Asenhaimer: Theses CX De Transactionibus. Alexander III. Weissenhorn, Wolfgang Eder, Ingolstadt 1577 (Google-Books).
- Johannes Gailkircher, Balthasar Asenhaimer: De Testamento Militari. Alexander III. Weissenhorn, Ingolstadt 1577 (Google-Books).
- Johann Gailkirchner, Johannes Staphilus: Theses L de activa factione testamenti. David Sartorius, Ingolstadt 1577 (Google-Books).
- Johannes Gailkircher, Johannes Starzius: Quinquaginta has de testamentis ordinandis conclusiones. David Sartorius, Ingolstadt 1577 (Google-Books).
- Johannes Gailkircher, Johannes Congnot: De emptione et venditione disputatio iuridica. Alexander III. Weissenhorn, Wolfgang Eder, Ingolstadt 1577 (Google-Books).
- Johannes Gailkircher, Vitus (Veit) Schober: Theses quinquaginta de liberis et posthumis haeredibus instituendis, vel exhaeredandis, vel praeteritis. David Sartorius, Ingolstadt 1578 (Google-Books).
- Johannes Gailkircher, Johannes Congnot, Johannes Glopscher: Theses quinquaginta de haeredibus instituendis. David Sartorius, Ingolstadt 1578 (Google-Books).
- Johannes Gailkircher, Robin Heister: De obligationibus earumque effectibus assertiones iuridicae LXXIX. Alexander III. Weissenhorn, Ingolstadt 1579 (Google-Books).
- (Manuskript) Casp. Lagii comment. in tit. I libri III institut. de hereditatibus, quae ab intestato deferuntur.[80]
- (Manuskript) In varios Institut. titulos dictata. Ingolstadt 1578[80]